# Daniel Shepherd
Daniel Shepherd (Islas Cook, 23 de septiembre de 1974) es un exfutbolista de Islas Cook que jugaba en la posición de defensa central.

## Carrera

### Club
| Periodo   | Club              |
| --------- | ----------------- |
| 2000-2002 | Waitakere City FC |
| 2003-2005 | Waitakere United  |
| 2006-2012 | Waitakere City FC |

### Selección nacional
Jugó para Islas Cook en 12 ocasiones de 2000 a 2007 y anotó un gol, el cual fue el primer gol en la historia de Islas Cook en la Copa de las Naciones de la OFC, el cual fue en la derrota por 1-5 ante Islas Salomón en Papeete el 21 de junio de 2000.

## Vida personal
Es hermano de los también futbolistas Justin y Adrian Shepherd.